# Jacky Baniomo
Jacky Baniomo, née le 16 avril 1983, est une handballeuse camerounaise. Elle mesure 1,72 m.
Elle évolue au poste d'arrière avec le club du Gencusak Spor Klubu, en Turquie. Elle fait également partie de l'équipe du Cameroun, avec laquelle elle participe au championnat du monde 2017 en Allemagne,.

## Palmarès

### En équipe nationale
- 20e place au Championnat du monde 2017
- Médaille d'argent aux Jeux africains de 2019.